# 45
Вижте пояснителната страница за други значения на 45.
45 (четиридесет и пета) година е обикновена година, започваща в петък по юлианския календар.

## Събития

### В Римската империя
- Пета година от принципата на Тиберий Клавдий Цезар Август Германик (41-54 г.)
- Марк Виниций (II път) и Тит Статилий Тавър Корвин стават консули на Римската империя. Суфектконсули през тази година стават Тиберий Плавций Силван Елиан (март–юни), Марк Антоний Руф (септември–октомври) и Марк Помпей Силван Стаберий Флавиан (септември–октомври)
- Гладна катастрофа в Юдея.

## Починали
- Гай Азиний Полион, римски политики и сенатор